# Ahlmannfjellet
Der Ahlmannfjellet (historische Bezeichnung: Mt. Hamberg) ist ein 949 m hoher Berg im südlichen Teil von James-I-Land auf der Insel Spitzbergen.
Der Berg ist nach dem schwedischen Geographen Hans Wilhelmsson Ahlmann (1889–1974) benannt, der 1931 und 1934 Expeditionen nach Spitzbergen leitete.